# کارآگاه حقیقی (فصل ۲)
فصل دوم کارآگاه حقیقی، یک مجموعه آنتولوژی آمریکایی در ژانر جنایی است که توسط نیک پیزولاتو خلق شده‌است. این سریال پخش خود را از تاریخ ۲۱ ژوئن ۲۰۱۵ و از طریق شبکه اچ‌بی‌او آغاز کرد. کالین فارل، ریچل مک‌آدامز، تیلور کیچ، کلی رایلی و وینس وان بازیگران اصلی سریال هستند. این فصل از سریال با پخش هشت قسمت در تاریخ ۹ اوت ۲۰۱۵ به پایان رسید.
هیچ‌کدام از شخصیت‌های فصل اول سریال در فصل دوم حضور ندارند و سریال خط داستانی جدیدی را دنبال می‌کند. داستان فصل دوم در کالیفرنیا اتفاق می‌افتد و دربارهٔ همکاری سه افسر پلیس از سه اداره پلیس مختلف است که پس از پیدا کردن جسد فردی در کنار یک بزرگراه، به دنبال جنایاتی هستند که تبدیل به یک تجارت شده‌است.
فصل دوم کارآگاه حقیقی با واکنش متوسطی از سوی منتقدان همراه بود. تیم بازیگری و خصوصاً اجرای فارل، مک آدامز، کیچ و وان مورد تقدیر قرار گرفت. منتقدان همچنین فیلم‌برداری و سکانس‌های اکشن سریال را تحسین کردند اما در مجموع معتقد بودند که فصل دوم نسبت به فصل اول ضعیف‌تر است. عمده انتقادات نسبت به طرح داستانی پیچیده و دیالوگ‌ها بود.

## اپیزودها
| شم. کلی | شم. در فصل | عنوان                        | کارگردان     | نویسنده                  | تاریخ انتشار اصلی | ایالات متحده تعداد بیننده (میلیون) |
| ------- | ---------- | ---------------------------- | ------------ | ------------------------ | ----------------- | ---------------------------------- |
| ۹       | ۱          | «کتاب وسترن مرده»            | جاستین لین   | نیک پیزولاتو             | ۲۱ ژوئن ۲۰۱۵      | ۳٫۱۷                               |
| ۱۰      | ۲          | «شب تو را خواهد یافت»        | جاستین لین   | نیک پیزولاتو             | ۲۸ ژوئن ۲۰۱۵      | ۳٫۰۵                               |
| ۱۱      | ۳          | «شاید فردا»                  | جانوس متس    | نیک پیزولاتو             | ۵ ژوئیه ۲۰۱۵      | ۲٫۶۲                               |
| ۱۲      | ۴          | «سقوط در راه است»            | جرمی پودسوا  | نیک پیزولاتو و اسکات لسر | ۱۲ ژوئیه ۲۰۱۵     | ۲٫۳۶                               |
| ۱۳      | ۵          | «زندگی‌های دیگر»              | جان کرولی    | نیک پیزولاتو             | ۱۹ ژوئیه ۲۰۱۵     | ۲٫۴۲                               |
| ۱۴      | ۶          | «کلیسا در خرابه‌ها»           | میگل سپاچنیک | نیک پیزولاتو و اسکات لسر | ۲۶ ژوئیه ۲۰۱۵     | ۲٫۳۴                               |
| ۱۵      | ۷          | «نقشه‌های سیاه و اتاق‌های متل» | دن اتیس      | نیک پیزولاتو             | ۲ اوت ۲۰۱۵        | ۲٫۱۸                               |
| ۱۶      | ۸          | «ایستگاه امگا»               | جان کرولی    | نیک پیزولاتو             | ۹ اوت ۲۰۱۵        | ۲٫۷۳                               |

## بازیگران
- کالین فارل در نقش ری ولکورو
- وینس وان در نقش فرانک سمیون
- ریچل مک‌آدامز در نقش انی بزریدیس[۱۴]
- تیلور کیچ در نقش پل وودرو[۱۴]
- کلی رایلی در نقش جردن سمیون[۱۴]
- آفِـیمو آمِلامی در نقش رئیس پلیس هالووی[۱۵]